# Gertrude Jekyll
Gertrude Jekyll (sinh 29 tháng 11 năm 1843 – mất 8 tháng 12 năm 1932) là một nhà làm vườn, nhà thiết kế sân vườn, thợ thủ công, nhiếp ảnh gia, nhà văn và nghệ sĩ người Anh. Bà đã thiết kế hơn 400 khu vườn ở Vương quốc Anh, Châu Âu và Hoa Kỳ, đồng thời viết hơn 1000 bài báo cho các tạp chí như Country Life và William Robinson's The Garden. Jekyll đã được những người đam mê làm vườn ở Anh và Mỹ mô tả là "người có ảnh hưởng hàng đầu trong thiết kế sân vườn".

## Thời thơ ấu
Jekyll sinh ra tại đường Grafton nhà số 2, Mayfair, London, là con thứ năm trong số bảy người con của Đại úy Edward Joseph Hill Jekyll, Esquire, một sĩ quan trong Đội cận vệ Grenadier, và vợ của ông là Julia, nhũ danh Hammersley. Năm 1848, gia đình bà rời London và chuyển đến Bramley House ở Surrey, nơi bà trải qua thời niên thiếu ở đó. Bà chưa bao giờ kết hôn và không có con.

## Nghệ thuật
Jekyll là một trong 2 người của một trong những mối quan hệ đối tác lịch sử và có ảnh hưởng nhất của phong trào Nghệ thuật và Thủ công, nhờ sự kết hợp của bà với kiến trúc sư người Anh Edwin Lutyens, người mà trong những dự án của ông ta bà đã tạo ra nhiều cảnh quan và người đã thiết kế ngôi nhà của bà ở Munstead Wood, gần Godalming ở Surrey. (Năm 1900, Herbert, anh em trai của Jekyll và Lutyens, đã thiết kế Gian hàng của Anh cho Triển lãm Paris.)
Jekyll được nhớ đến với những thiết kế nổi bật và cách tiếp cận tinh tế, tỉ mỉ như vẽ tranh đối với việc sắp xếp các khu vườn mà bà đã tạo ra, đặc biệt là "những đường viền hoa chịu đựng giỏi thời tiết" của bà. Tác phẩm của bà ấy được biết đến với màu sắc rực rỡ và những hàng cây giống như cọ vẽ; một số người cho rằng các cách phối đồ theo trường phái Ấn tượng có thể là do thị lực ngày càng kém của Jekyll, điều này phần lớn đã đặt dấu chấm hết cho sự nghiệp họa sĩ vẽ tranh cũng như vẽ màu nước của bà. Khả năng nghệ thuật của bà thể hiện rõ ràng khi bà còn nhỏ và bà đã được đào tạo để trở thành một nghệ sĩ.
Bà ấy là một trong những người đầu tiên trong nghề coi màu sắc, kết cấu và trải nghiệm của khu vườn như những khía cạnh trong thiết kế của mình. Lý thuyết của Jekyll về cách thiết kế với màu sắc có ảnh hưởng từ họa sĩ J. M. W. Turner và trường phái Ấn tượng, và bánh xe màu sắc lý thuyết. Bà bắt đầu tập trung vào việc làm vườn tại Trường Nghệ thuật Nam Kensington, nơi bà bắt đầu quan tâm đến nghệ thuật sáng tạo trong việc trồng cây, và cụ thể hơn là làm vườn. Jekyll sau đó trở về ngôi nhà thời thơ ấu của mình ở làng Bramley để thiết kế một khu vườn ở Snowdenham Lane có tên là Millmead.
Không muốn giới hạn ảnh hưởng của mình trong việc dạy thực hành làm vườn, Jekyll đã kết hợp lý thuyết làm vườn và sự hiểu biết về chính các loài thực vật vào công việc của mình. Bài viết của bà có ảnh hưởng từ một người bạn Theresa Earle, người đã cho xuất bản cuốn sách "Pot-pourri"  Trong các tác phẩm như Bảng phối màu cho vườn hoa ( Colour Schemes for the Flower Garden. tái bản năm 1988), bà đã ghi dấu ấn của mình về cách sử dụng hiện đại các màu hoa "ấm" và "mát" trong vườn. Mối quan tâm của bà ấy là cây nên được trưng bày để có hiệu quả tốt nhất ngay cả khi được cắt để trưng bày trong nhà, khiến bà ấy thiết kế một loạt lọ hoa thủy tinh.
Sau này, Jekyll đã sưu tầm và đóng góp một lượng lớn thực vật chỉ với mục đích bảo tồn cho nhiều tổ chức trên khắp nước Anh. Đến lúc qua đời, bà đã thiết kế hơn 400 khu vườn ở Anh, Châu Âu và một số khu vườn ở Bắc Mỹ. Jekyll cũng được biết đến với khả năng viết lách nhiều. Bà ấy đã viết hơn mười lăm cuốn sách, từ Wood and Garden và cuốn sách nổi tiếng nhất của bà ấy, Color in the Flower Garden, cho đến những hồi ký về tuổi trẻ của bà ấy.
Bà ấy cũng quan tâm đến nột thất trong nhà tranh truyền thống và đồ thủ công ở nông thôn, và lo ngại rằng chúng đang biến mất. Cuốn sách Old West Surrey (1904) của bà ghi lại nhiều khía cạnh của đời sống nông thôn thế kỷ 19, với hơn 300 bức ảnh do chính Jekyll chụp.